# Rasboroides
Genre
Rasboroides est un genre de poissons téléostéens de la famille des Cyprinidae et de l'ordre des Cypriniformes.

## Liste des espèces
Selon FishBase (9 septembre 2015) - 1 espèce :
- Rasboroides vaterifloris (Deraniyagala, 1930)

### Selon autre publication
Selon Batuwita, S., Silva, M.d. & Edirisinghe, U. (2013) - 2 espèces:
- Rasboroides rohani Batuwita, M. de Silva & Edirisinghe, 2013[2]